# Loleatta Holloway
Loleatta Holloway (* 5. November 1946 in Chicago, Illinois; † 21. März 2011) war eine US-amerikanische Disco-, Soul- und House-Sängerin.

## Karriere
Loleatta Holloway begann bereits als Kind in einem Gospelchor zu singen. In den 1960er Jahren nahm sie erste Platten auf. In den frühen 1970er Jahren spielte sie schließlich im Musical Don’t Bother Me, I Can’t Cope. In jenen Tagen lernte sie auch ihren späteren Ehemann und Manager Floyd Smith (1917–1982) kennen. Ihre ersten Solo-Aufnahmen waren noch stark vom Soul der damaligen Zeit beeinflusst. 1975 hatte sie mit Cry to Me ihren ersten Top-10-Erfolg in den amerikanischen R&B-Charts.
1976 unterschrieb sie beim Label Gold Mind (im Vertrieb von Salsoul) und wechselte ins Disco-Genre. Mit ihrer „warmen, kehligen Stimme“ (Taurus-Press-Verlag) gelangen ihre etliche Erfolge: Dreamin (1976), Hit and Run (1977), Run Away (1977, mit dem Salsoul Orchestra), Catch Me on the Rebound (1978) oder That’s What You Said (1979). Ebenfalls 1979 wählte Dan Hartman sie als Gastsängerin für seinen Disco-Klassiker Relight My Fire aus. Er übernahm auch die Produktion der letzten Studio-LP von Holloway, Love Sensation (1980), deren Titelsong ebenfalls erfolgreich war und später zahllos gesampelt wurde. Die ebenfalls in den Charts registrierten Balladen Worn Out Broken Heart (1977) und Only You (1978, mit Bunny Sigler) unterstrichen ihre Begabung als Soulinterpretin.
Holloway nahm nach dem Ende der Disco-Welle etliche Singles für unabhängige Labels auf, darunter etliche Remixe ihrer alten Erfolge. Hin und wieder landete sie damit auch in den Dance-Charts. Ihre Aufnahmen wurden zahllos gesampelt –  ein bekanntes Beispiel ist Ride on Time von Black Box aus dem Jahr 1989 sein (Großbritannien Platz 1). 1991 folgte der weltweite Hit Good Vibrations von Marky Mark & the Funky Bunch (USA Platz 1), der Holloway allerdings featurte. Für beide Aufnahmen diente Love Sensation als Vorlage. Im Jahr 1999 veröffentlichte sie eine Coverversion von dem Prince-Song I Wanna Be Your Lover (1979) aus dessen Album Prince. 2009 wurde We’re Getting Stronger aus dem Jahr 1975 für Whitney Houstons Comeback-Single Million Dollar Bill gesampelt.
Holloway verstarb nach kurzer Krankheit an Herzversagen.

## Privat
Loleatta Holloway war Mutter von vier Kindern sowie neunfache Großmutter.

## Diskografie

### Studioalben
| Jahr | Titel                                                  | Höchstplatzierung, Gesamtwochen, AuszeichnungChartplatzierungen (Jahr, Titel, Platzierungen, Wochen, Auszeichnungen, Anmerkungen) | Höchstplatzierung, Gesamtwochen, AuszeichnungChartplatzierungen (Jahr, Titel, Platzierungen, Wochen, Auszeichnungen, Anmerkungen) | Anmerkungen |
| Jahr | Titel                                                  | US | R&B | Anmerkungen |
| ---- | ------------------------------------------------------ | --- | --- | --- |
| 1975 | Cry to Me Aware Records                                | — | R&B47 (4 Wo.)R&B | Erstveröffentlichung: Juni 1975 Produzent: Floyd Smith                                                              |
| 1978 | Queen of the Night Gold Mind Records / Salsoul Records | US187 (2 Wo.)US | R&B47 (2 Wo.)R&B | Erstveröffentlichung: Oktober 1978 Produzenten: Norman Harris, Bunny Sigler, Tom Moulton, Ron Tyson, Gordon Edwards |

Weitere Studioalben
- 1973: Loleatta (Aware)
- 1976: Loleatta (Gold Mind/Salsoul)
- 1979: Loleatta Holloway (Gold Mind/Salsoul)
- 1980: Love Sensation (Gold Mind/Salsoul)

### Kompilationen
- 1994: Cry to Me: Golden Classics of the 70’s
- 1994: The Queens’ Anthems
- 1996: The Hotlanta Soul of Loleatta Holloway
- 1996: Greatest Hits
- 1997: Runaway: The Best Of Loleatta Holloway (VÖ: 31. Mai)
- 2001: Queen of the Night: The Ultimate Club Collection
- 2005: The Anthology (2 CDs)
- 2014: Dreamin’: The Loleatta Holloway Anthology 1976–1982 (2 CDs, VÖ: 7. Juli)

### Singles
| Jahr | Titel Album                                | Höchstplatzierung, Gesamtwochen, AuszeichnungChartplatzierungen (Jahr, Titel, Album, Platzierungen, Wochen, Auszeichnungen, Anmerkungen) | Höchstplatzierung, Gesamtwochen, AuszeichnungChartplatzierungen (Jahr, Titel, Album, Platzierungen, Wochen, Auszeichnungen, Anmerkungen) | Höchstplatzierung, Gesamtwochen, AuszeichnungChartplatzierungen (Jahr, Titel, Album, Platzierungen, Wochen, Auszeichnungen, Anmerkungen) | Höchstplatzierung, Gesamtwochen, AuszeichnungChartplatzierungen (Jahr, Titel, Album, Platzierungen, Wochen, Auszeichnungen, Anmerkungen) | Höchstplatzierung, Gesamtwochen, AuszeichnungChartplatzierungen (Jahr, Titel, Album, Platzierungen, Wochen, Auszeichnungen, Anmerkungen) | Höchstplatzierung, Gesamtwochen, AuszeichnungChartplatzierungen (Jahr, Titel, Album, Platzierungen, Wochen, Auszeichnungen, Anmerkungen) | Höchstplatzierung, Gesamtwochen, AuszeichnungChartplatzierungen (Jahr, Titel, Album, Platzierungen, Wochen, Auszeichnungen, Anmerkungen) | Anmerkungen | [↑]: gemeinsam behandelt mit vorhergehendem Eintrag; [←]: in beiden Charts platziert |
| Jahr | Titel Album                                | DE | AT | CH | UK | US | R&B | Dance | Anmerkungen |                                                                                      |
| ---- | ------------------------------------------ | --- | --- | --- | --- | --- | --- | --- | --- | ------------------------------------------------------------------------------------ |
| 1973 | Mother of Shame Loleatta (1973)            | — | — | — | — | — | R&B63 (4 Wo.)R&B | — | Erstveröffentlichung: Juli 1973 Autoren: Cleveland Yelder, Sam Dees |                                                                                      |
| 1973 | Our Love Loleatta (1973)                   | — | — | — | — | — | R&B43 (8 Wo.)R&B | — | Erstveröffentlichung: Juli 1973 B-Seite von Mother of Shame Autoren: Chuck Jackson, Marvin Yancy                                                                                               |                                                                                      |
| 1975 | Cry to Me                                  | — | — | — | — | US68 (6 Wo.)US | R&B10 (15 Wo.)R&B | — | Erstveröffentlichung: Januar 1975 Autoren: David Camon, Sam Dees |                                                                                      |
| 1975 | I Know Where You’re Coming From Cry to Me  | — | — | — | — | — | R&B69 (5 Wo.)R&B | — | Erstveröffentlichung: Juni 1975 Autor: Sam Dees |                                                                                      |
| 1976 | Worn Out Broken Heart Loleatta (1976)      | — | — | — | — | — | R&B25 (13 Wo.)R&B | — | Erstveröffentlichung: Oktober 1976 Autoren: Sam Dees, Sandra Drayton |                                                                                      |
| 1977 | Dreamin’ Loleatta (1976)                   | — | — | — | — | US72 (9 Wo.)US | — | Dance3 (19 Wo.)Dance | Erstveröffentlichung: November 1976 Autoren: Allan Felder, Ron Tyson, Norman Harris |                                                                                      |
| 1977 | Ripped Off Loleatta (1976)                 | — | — | — | — | — | —[Dance: ↑] | Dance3 (19 Wo.)Dance | Erstveröffentlichung: November 1976 Autoren: Allan Felder, Norman Harris, Ron Tyson |                                                                                      |
| 1977 | Hit and Run Loleatta (1976)                | — | — | — | — | — | R&B56 (7 Wo.)R&B | Dance11 (9 Wo.)Dance | Erstveröffentlichung: April 1977 Autoren: Allan Felder, Norman Harris, Ron Tyson |                                                                                      |
| 1977 | Run Away Magic Journey                     | — | — | — | — | — | R&B84 (6 Wo.)R&B | — | Erstveröffentlichung: November 1977 The Salsoul Orchestra feat. Loleatta Holloway Autoren: Janice Gugliuzza, Ronnie James, Vincent Montana, Jr.                                                |                                                                                      |
| 1978 | Queen of the Night                         | — | — | — | — | — | — | Dance9 (13 Wo.)Dance | Erstveröffentlichung: September 1978 |                                                                                      |
| 1978 | Only You Queen of the Night                | — | — | — | — | US87 (5 Wo.)US | R&B11 (15 Wo.)R&B | — | Erstveröffentlichung: August 1978 mit Bunny Sigler Autor: Bunny Sigler |                                                                                      |
| 1978 | Catch Me on the Rebound Queen of the Night | — | — | — | — | — | R&B92 (4 Wo.)R&B | — | Erstveröffentlichung: Dezember 1978 Autoren: Norman Harris, Ron Tyson |                                                                                      |
| 1979 | That’s What You Said Loleatta Holloway     | — | — | — | — | — | — | Dance30 (12 Wo.)Dance | Erstveröffentlichung: September 1979 Autoren: Bunny Sigler, Rick Wigginton |                                                                                      |
| 1980 | Love Sensation                             | — | — | — | — | — | — | Dance1 (21 Wo.)Dance | Erstveröffentlichung: Juli 1980 Autor: Dan Hartman |                                                                                      |
| 1982 | Seconds Heat It Up                         | — | — | — | — | — | — | Dance22 (11 Wo.)Dance | Erstveröffentlichung: September 1982 The Salsoul Orchestra feat. Loleatta Holloway Mix: Shep Pettibone Autoren: Ron Kersey, Sam Dees                                                           |                                                                                      |
| 1983 | Love Sensation (neue Version)              | — | — | — | — | — | — | Dance45 (9 Wo.)Dance | Erstveröffentlichung: November 1983 |                                                                                      |
| 1984 | Crash Goes Love                            | — | — | — | — | — | — | Dance5 (13 Wo.)Dance | Erstveröffentlichung: Juni 1984 Autoren: Arthur Baker, Gavin Christopher |                                                                                      |
| 1991 | Good Vibrations Music for the People       | DE3 (19 Wo.)DE | AT15 (12 Wo.)AT | CH1 (15 Wo.)CH | UK14 (7 Wo.)UK | US1 (19 Wo.)US | R&B64 (10 Wo.)R&B | Dance10 (11 Wo.)Dance | Erstveröffentlichung: Juli 1991 Marky Mark and the Funky Bunch feat. Loleatta Holloway Autoren: Amir Shakir, Donnie Wahlberg, Mark Wahlberg mit Zitaten aus Holloways Hit Love Sensation, 1980 |                                                                                      |
| 1992 | Take Me Away U Got 2 Know                  | — | — | — | UK25 (5 Wo.)UK | — | — | — | Erstveröffentlichung: Oktober 1991 Cappella feat. Loleatta Holloway Autoren: Gianfranco Bortolotti, Lorenzo Carpella, Max Persona                                                              |                                                                                      |
| 1992 | Strong Enough                              | — | — | — | — | — | — | Dance35 (7 Wo.)Dance | Erstveröffentlichung: Juli 1992 Autoren: Alan Friedman, L. Heineman, Loleatta Holloway, François Kevorkian, Yvonne Turner                                                                      |                                                                                      |
| 1993 | Love Sensation ’93 The Queens’ Anthems     | — | — | — | — | — | — | Dance32 (8 Wo.)Dance | Erstveröffentlichung: Mai 1993 |                                                                                      |
| 1994 | Stand Up! The Queens’ Anthems              | — | — | — | UK68 (1 Wo.)UK | — | — | — | Erstveröffentlichung: März 1994 Autor: Jack Cayre |                                                                                      |
| 1994 | The Queen’s Anthem The Queens’ Anthems     | — | — | — | UK77 (3 Wo.)UK | — | — | — | Erstveröffentlichung: August 1994 Autor: Jack Cayre |                                                                                      |
| 1995 | Keep the Fire Burnin’                      | — | — | — | UK49 (2 Wo.)UK | — | — | — | Erstveröffentlichung: März 1995 Dan Hartman starring Loleatta Holloway Autor: Dan Hartman |                                                                                      |
| 1998 | Shout to the Top                           | — | — | — | UK23 (2 Wo.)UK | — | — | Dance1 (12 Wo.)Dance | Erstveröffentlichung: März 1998 mit Fire Island; Autor: Paul Weller Original: The Style Council, 1984                                                                                          |                                                                                      |
| 1999 | (You Got Me) Burning Up                    | — | — | — | UK14 (5 Wo.)UK | — | — | Dance1 (13 Wo.)Dance | Erstveröffentlichung: Januar 1999 Cevin Fisher feat. Loleatta Holloway Autoren: Cevin Fisher, Dan Hartman mit Saples aus Holloways Hit Love Sensation, 1980                                    |                                                                                      |
| 2000 | Share My Joy Re-Birth 2                    | — | — | — | — | — | — | Dance5 (13 Wo.)Dance | Erstveröffentlichung: März 2000 GTS feat. Loleatta Holloway Autoren: Elis Miah, GTS |                                                                                      |
| 2000 | Chocolate Sensation Rides on Time          | — | — | — | — | — | — | Dance9 (12 Wo.)Dance | Erstveröffentlichung: Mai 2000 Autoren: DJ Shorty, Larry Mizell & Fonce Mizell, Lenny Fontana / Dan Hartman, Mirko Limoni, Valerio Semplici                                                    |                                                                                      |
| 2000 | Dreamin’ (Remix)                           | — | — | — | UK59 (2 Wo.)UK | — | — | Dance1 (13 Wo.)Dance | Erstveröffentlichung: Oktober 2000 Remix: Ricky Birickyno, Spellband |                                                                                      |
| 2001 | What Goes Around Comes Around 01           | — | — | — | — | — | — | Dance3 (12 Wo.)Dance | Erstveröffentlichung: März 2001 GTS feat. Loleatta Holloway Autoren: GTS, Loleatta Holloway, Yvonne Turner                                                                                     |                                                                                      |
| 2003 | Relight My Fire                            | — | — | — | — | — | — | Dance5 (12 Wo.)Dance | Erstveröffentlichung: April 2003 Martin feat. Loleatta Holloway Autor und Original: Dan Hartman, 1979                                                                                          |                                                                                      |
| 2003 | A Better World                             | — | — | — | — | — | — | Dance3 (16 Wo.)Dance | Erstveröffentlichung: August 2003 AgeHa feat. Jocelyn Brown und Loleatta Holloway Autoren: Josh Milan, Kevin Hedge, Satoshi Hidaka                                                             |                                                                                      |
| 2005 | Stand Up (Remix)                           | — | — | — | — | — | — | Dance44 (7 Wo.)Dance | Erstveröffentlichung: Oktober 2004 Remixe: Audiowhores, Hott 22, Live Element |                                                                                      |
| 2006 | Love Sensation ’06                         | — | — | — | UK37 (3 Wo.)UK | — | — | — | Erstveröffentlichung: Mai 2006 Remixe: Hi Tack, Doc Phatt, Dead Stereo, Lee Dagger, Marc JB |                                                                                      |

grau schraffiert: keine Chartdaten aus diesem Jahr verfügbar
Weitere Singles
- 1971: For Sentimental Reasons (VÖ: 15. Februar)
- 1971: Bring It on Up (VÖ: Juni)
- 1974: H.e.l.p M.e M.y L.o.r.d
- 1975: Casanova
- 1976: We’re Getting Stronger (The Longer We Stay Together)
- 1977: Run Away (Salsoul Orchestra feat. Loleatta Holloway; VÖ: November)